# Platthy József
Túróczdivéki és nagypalugyai Platthy József, lovas körökben használatos becenevén Zsiga bácsi (Karancskeszi, 1900. december 17. – Budapest, 1990. december 21.) olimpiai bronzérmes olimpikon, magyar katona és lovaglótanár. A lovassport első és egyetlen magyar olimpiai éremszerzője. Az 1936. évi nyári olimpiai játékokon vadászugratásban lett egyéni harmadik. A versenyen a Sellő nevű angol telivér kancát lovagolta, akinek a tulajdonosa Gömbös Gyula volt. A legmagasabb lovas kitüntetés, a gróf Széchényi István Emlékérem kitüntetettje.
Már hatéves korától lovagolt, első jelentős versenyén 1923-ban vett részt. Élete fiatalkorától kezdve haláláig elválaszthatatlan volt a lovaktól és a lovaglástól. A magyar díjugratósport kiemelkedő alakja, akit nemzetközi szinten is elismertek mint kiváló képességű lovast. Ezt alátámasztják elért sporteredményei, hiszen díjugratásban 1934 és 1941 között nyolcszor szerzett magyar bajnoki címet. Sportpályafutása során több mint száz magyar és tizenhét nemzetközi lovasverseny győztese volt.
A második világháború utáni években mint korábbi ludovikás tiszt nem volt szívesen látott személy. Pár évig kétkezi munkát kapott csak, de lovastehetsége és szorgalma visszasegítette a lovakhoz. Az 1950-es évektől haláláig több lovardában és ménesnél is dolgozott, és náluk edzhette a rábízott lovakat és lovasokat. A magyar lovassport őrzi emlékét, hiszen lovasstadiont, iskolát neveztek el róla, és rendszeresen emlékversenyeket is rendeznek tiszteletére.

## Élete
A túróczdivéki és nagypalugyai Platthy családnak olasz területről származtak az ősei. Nemességüket 1317-ben I. Károly magyar király megerősítette, mivel részt vettek a király oldalán a Csák Máté elleni harcokban. Családjának és a vidéki háttérnek köszönhetően már 4-5 éves korában felült szülei istállójában a lóra, és aztán lovagolt is, bár ekkor még főleg szőrén ülte meg a lovat. Családja körülbelül ötszáz holdas birtokon gazdálkodott, és tízen voltak testvérek. Zagyvapálfalván kezdte alaptanulmányait, majd Losoncon végezte a gimnáziumot. 1915–1919 között Nagyváradon és Pécsen a katonai fő-reálgimnáziumban tanult. Még fiatalkorában ragadt rá a Platthy Zsiga becézés, ami aztán idővel Zsiga bácsira változott. Az érettségi vizsga után a Ludovika Akadémiát végezte el, és 1922. augusztus 20-án avatták hadnaggyá. Katonai szolgálatát Tolnán a 3/II Huszárosztálynál kezdte. 1923-ban vett részt először nyilvános díjugrató versenyen. 1924 végén és 1925 elején Komáromba a lovastisztek féléves lovaglótanfolyamára vezényelték. 1925. május 1-jétől Sopronban a 3/I Huszárosztályban szolgált. 1927. augusztus 1. és 1929. augusztus között Budapesten a Lovagló- és Hajtótanárképző Iskola növendéke, majd az Örkénytáborba költözött lovassági tanintézet olimpiai díjugrató csapatának tagja, és 1940-től vezetője lett.
Legendás lovas volt, aki magát kissé nehezen, raccsolva tudta kifejezni, és talán félszegnek is tűnt a kívülállók szemében. Idősebb korára is megőrizte alacsony, vékony lovas alkatát, igazán a ló hátán érezte jól magát. Személyiségéhez tartozik, hogy vélt vagy valós szórakozottságáról városi legendák szövődtek. 1934 és 1941 között egymás után nyolcszor volt a díjugratás magyar bajnoka, és ezzel azóta is egyedüli sportsikert ért el. 1931-ben Salzburgban tagja volt a Nemzetek Díját először megnyert magyar csapatnak. Egyik legjelentősebb nemzetközi sikerét 1934-ben érte el, amikor Európa legrangosabbnak számító aacheni nemzetközi bajnokságán két első díjat nyert el, és ő lett a legeredményesebb versenyző.
A magyar lovassport történetében a legnagyobb és máig egyedülálló sportsikerét az 1936. évi berlini olimpián érte el, ahol nehéz vadászugratásban bronzérmes lett Sellő nevű lován. Ez Magyarország eddigi egyetlen olimpiai érme a lovaglásban, melyet 1:02,6-os (8) teljesítménnyel szerzett meg. Csapatban Barcza Elemér lovának kizárása miatt nem indulhattak el. Az olimpián századosi rendfokozatot viselt, és a Kisbéri LE tagja volt ez időben. Elismerve kimagasló sporteredményét, az 1937-ben alapított Lovas Erényekért emlékérmet adományozták részére.
Sellőtől az olimpia után meg kellett válnia, de továbbra is sorra nyerte a versenyeket. 1936-ban Bécsben Grófné nevű lovával 134 nevezett ló előtt végzett. Ezen a versenyen máig egyedüli magyarként megkapta az osztrák aranylovas jelvényt.[forrás?] A lovas magasugró országos csúcsot is ő tartotta, kétméteres magassággal, melyet ugyan mások is elértek, de túlszárnyalni nem tudták. Ezt a magasságot 1937-ben Bécsben Gyergyó nevű lovával ugrotta meg. A második világháború kitörése után még egy ideig szerveztek lovasversenyeket, ahol Európa-szerte jól szerepelt, és 1939-ben megszerezte 100. díjugrató győzelmét. 1942. május 9-től 1943 júniusáig a 105. Könnyű Hadosztály Önálló Huszárszázadának parancsnokaként a megszállt ukrán területen frontszolgálatot látott el. 1943-ban törzstiszti tanfolyamot végzett, 1943. augusztus 1-jén alezredessé léptették elő. 1943. december 1-től Budapesten az I. Önálló Huszárosztály Törzspótszázadának parancsnoki teendőit látta el. 
1944. október 15-én Budapesten, az Andrássy Laktanyában a felfegyverzett pótalakulata élén (az alakulat tartalékos huszárokból állt) a rend védelme érdekében tűzharcba bocsátkozott a nyilasokkal, akik ekkor vették át a hatalmat. Az összecsapásban két beosztott tisztje is hősi halált halt. Szállasira nem akart felesküdni, ezért egy ügyes húzással előbb egy csalóközi településre vonultak vissza, majd a háború utolsó időszakában 1945. március 20-tól osztrák területen a 3. Huszárezred Lókiképző és Felszerelő Központjának parancsnokaként tevékenykedett. 1945. május 10-én angol fogságba esett, ahonnan 1946. szeptember 18-án tért vissza. A Honvédelmi Minisztérium igazolta, de vezetői beosztásra alkalmatlannak ítélte, ezért rendelkezési állományba helyezte. Ekkor visszatért családjához, és 1948-ig Karancskesziben földművesként dolgozott.
1948. március 1-jén szolgálati nyugállományba helyezték, és 50%-os nyugdíjat állapítottak meg számára. Voltak saját lovai is, ezért egy ideig idomárként dolgozhatott, majd Budapestre költözött. Azért, hogy meg tudjon élni, 1950-től kétkezi munkás (lakatos, kertész, redőnyszerelő) volt, majd visszatért a lovakhoz, ahol oktatóként dolgozhatott a Nemzeti Lovardában (Tattersall), majd Alagon is. 1953-tól a Földművelésügyi Minisztérium kísérleti lótenyésztőtelepére került a Somogy megyei Bőszénfára, és 1957-től a Kisbéren lévő ménes belovaglóedzője lett. Munkáját nagy szakértelemmel és alapossággal végezte, a lovakhoz hihetetlenül türelmes volt. A legnehezebben kezelhető lovakkal még szabadidejében is a lovardában maradt.
Családot alapítani ötvennégy éves korában tudott, ekkor vette feleségül Nádudvary Annát, de a házasságból nem született gyermekük. A lovak azonban mindig megmaradtak neki, annak ellenére is, hogy 1963-ban ténylegesen nyugdíjba ment, de edzőként még sokáig segítette a magyar lovassportot. 1963-tól Budapesten élt, bár az 1970-es évek elején Németországban is edzősködött, de egy lábtörés miatt hazatért, majd felépülése után szinte haláláig aktívan lovagolt.
Egészen elképesztő lovagolókondícióval rendelkezett, hiszen 85 éves korában még kért versenyzői engedélyt magának. 90 éves korában hunyt el Budapesten, tisztelői a Kerepesi temetőben rótták le kegyeletüket.

## Kiemelkedő lovastehetsége
Versenyzőként lovait jellemzően a Lovaglótanár képző Szent György istállójától kapta. Legjelentősebb lovai Grófné, Gergely vitéz, Kalandor, Sellő, Gyergyó, Gidrán és a második világháború elején Románc voltak. Versenyzése során egyéni módon ülte meg lovait, a bal kengyelt egy lyukkal hosszabbra, a jobb szárat rövidebbre vette. Ezt a sajátos, „egyéni ülést" nem sikerült másnak utánoznia. Lovas körökben szokták mondani, hogy aki felül a lóra, az le is esik. Ez természetesen vele is sokszor megtörtént, de ebben is kivételes volt, mert földre huppanása után nem fájlalta magát, hanem a legrövidebb idő múlva újra a nyeregbe pattant. Visszaemlékezéseiben mondta el, hogy nem volt félelme, és ez segítette őt a versenyeken is. Talán emiatt is házasodott meg idősebb korában, mert féltő feleség meg aggódó család mellett sokkal óvatosabb lett volna, és jobban kellett volna magára is vigyáznia.
A lovakhoz kivételes érzékkel közeledett, ezért rendre a mások által kezelhetetlennek gondolt lovakat is meg tudta zabolázni. Páratlan tehetsége abban mutatkozott, hogy ezekkel a lovakkal olyan eredményeket ért el, melyek minden korábbi várakozást messze felülmúltak. Versenyzői mentalitására jellemző volt, hogy nagyobb felelősség esetén rendkívüli módon tudott összpontosítani. Emiatt az összevetéseken jobban teljesített, és egyedülállóan gyors iramú lovaglásokkal, lovának biztos irányításával képes volt bravúros fordulatokat végrehajtani. Versenylovaglásai közönségsikert arattak, hiszen a verseny legizgalmasabb perceit rendre ő biztosította. Az emberekhez azonban kevésbé értett, lovaglótanárként nem tudta átadni kivételes képességeit, és nem nevelt ki új, hozzá hasonló képességű lovasokat.

## Részvétel az 1936. évi nyári olimpiai játékokon
A lovához kapcsolódik, hogy az olimpiai felkészüléshez Gergely vitéz nevű lovával készült, és tartalék lova Gyergyó volt. Az olimpia előtt azonban nem sokkal Gergely vitéz elpusztult, ezért pótlásáról gyors döntést kellett hozni. Így esett a választás a Gömbös Gyula tulajdonában lévő Sellőre. Nem volt felhőtlen a kapcsolata a lóval, hiszen már első találkozásuk után idegesnek nevezte, ami miatt parancsnoka kihallgatásra rendelte, ahol közölte vele: Vegye megtiszteltetésnek, hogy a miniszterelnök lovára egyáltalán felülhet!

Visszaemlékezésében így írt a Sütvényben tenyésztett Sellőről, aki akkor 10 éves angol telivér pej kanca volt: 

„Jó kondícióban kaptam meg, de alaptermészetében sokat nem változott. Lovaglás kezdetén a csizmám érintkezése idegesítette; úgy viselkedett, mintha vesebajos lenne, a későbbiekben azt megszokta – tűrte a csizmasegítségeket és arra reagált. Ezért, egymás kímélése végett, felülés előtt futószáron mindig lejárattam. Sarkantyúhasználatra gondolni sem lehetett. (Úgy tudom, az olimpián én voltam egyedül, ki sarkantyú nélkül lovagolt.)”

– Platthy József

Az olimpia előtti nemzetközi felkészülési versenyeken meglepően jól szerepeltek együtt. Később azt nyilatkozta, hogy a rövid felkészülés miatt nem volt igazából tisztában lova képességeivel, de a verseny előtt már nagyon bízott a jó szereplésben. A verseny augusztus 1-jén kezdődött, de később sokan vitatták a tisztességes megrendezését, főleg a pálya minősége miatt, és azt, hogy az eredmények szerint is kizárólagos német sikerek születtek. Sokan azt gondolták, hogy azért, mert ők tudták, mik a pályahibák, vagy hogy hol lehet gyorsabban vagy lassabban menni, így el tudták kerülni a tapasztalatlanságból adódó nagyobb hibázásokat. Platthy későbbi visszaemlékezéseiben azonban könnyűnek találta a pályát, és neki inkább a lova okozott nagyobb gondot, ugyanis a verseny előtt kancája sárlott és influenzás volt. A tényleges rajthoz állás idejére, augusztus 16-ára – igaz, ez is szerencse volt, hisz utolsóként indultak a mezőnyben – a ló és lovasa összehangolódtak, és ki voltak éhezve a sikerre.
A versenyt az Olimpiai Stadionban rendezték meg 54 lovas részvételével, akik 18 nemzetet képviseltek. Az akadályok magassága 1,3 és 1,6 méter között váltakozott, míg a vizesárok szélessége 5 méter volt. Platthy jó iramban indult, de a hetedik akadályt Sellő hátsó lába leverte, és a 13. akadálynál, a vizesároknál érintette a korlát szélét. Ez így összesen nyolc hibapontot jelentett a verseny első részében. Az eredmények összesítésénél kiderült, hogy holtverseny alakult ki, ezért összevetésre lett szükség mind az első, mind a harmadik hely esetében is. Az első helyért Kurt Hesse német főhadnagy és a román Henry Rang főhadnagy indulhatott, a harmadikért pedig egy amerikai lovas mellett egy belga százados és Platthy József indult, aki lovával a nehezített akadályokat is hibátlanul vette, és a nemzetközi sportsajtó is elismerően nyilatkozott a teljesítményükről. Platthy a bronzérem elnyerése után köszönő táviratot küldött tiszttársának, Dr. Reznek Jenőnek, aki Sellő edzője volt korábban:

„Nagyon köszönöm Neked mindazt a fáradtságos és vesződséges munkát, amelyet Sellőbe fektettél, melynek gyümölcsét – úgy hozta a sors – legnagyobbrészt én élvezhettem”

– Távirat Berlinből

Az olimpia után Gömbös Gyula nagyon hálás volt az elért eredményért, és felajánlotta a bronzérmes lovasnak, hogy legyen a parancsőrtisztje, de ő ezt nem fogadta el, és a betegeskedő miniszterelnök is hamarosan meghalt Platthy és Sellő már nem versenyezhettek tovább, a lovat eladták, melyet egy holland úrlovas vásárolt meg. A lovat a második világháborúban, szemtanúk állítása szerint 1945 júliusában Hüttenbergben földelték el több más lótettemmel együtt, egy ottani futballpályán.

## Emlékezete
Platthy Józsefet 1991. január 15-én a Kerepesi temetőben búcsúztatták el hivatalosan, hamvait azonban a család Karancskesziben lévő sírboltjába helyezték el. A róla mintázott szobrot (Domonkos Béla szobrászművész alkotása) 1991. december 20-án avatták fel a Nemzeti Lovardában, a bejárattal szemben. Az avatóbeszédet Balczó András mondta. A díjugrató országos bajnoknak járó vándorserleget halála után Platthy József vándorserlegnek nevezték el. 2006-ban Somoskőújfalun névadója lett a Platthy József Lovasstadionnak, ahol obeliszket állítottak tiszteletére. Szülőfaluja központjában kopjafa is őrzi emlékét. A róla elnevezett Platthy-díjat minden évben Nógrád vármegye legjobb lovasa kapja meg. 2010-ben a karancskeszi általános iskolát is róla nevezték el.
Az iskola falán emléktábla őrzi emlékét. Heves, Nógrád, Jász-Nagykun-Szolnok megyék lovas bajnokságát Platthy József Regionális Bajnokságnak nevezik. 1994-ben posztumusz léptették elő ezredessé. Róla elnevezett intézmény a Platthy József Általános Művelődési Központ, Táborfalván a Helyőrségi Klubban emléktábla őrzi emlékét, az ott működő egyesület a Platthy József Bajtársi Egyesület, és rendre szerveznek Platthy József Emlékversenyeket. A vadászugratást ezeken a versenyeken Platthy József emlékszámnak nevezik. Az 1932-es Olimpián szerzett bronzérme és egyéb ereklyéi Sárváron, a Nádasdy Ferenc Múzeumban állandó kiállítás keretében megtekinthetőek.
A Gróf Széchenyi István Nemzetközi Díjugrató Emlékverseny keretében 2021-ben újraavatták az egyetlen magyar olimpiai érmes lovasszobrát a Nemzeti Lovardában.

## Kitüntetései

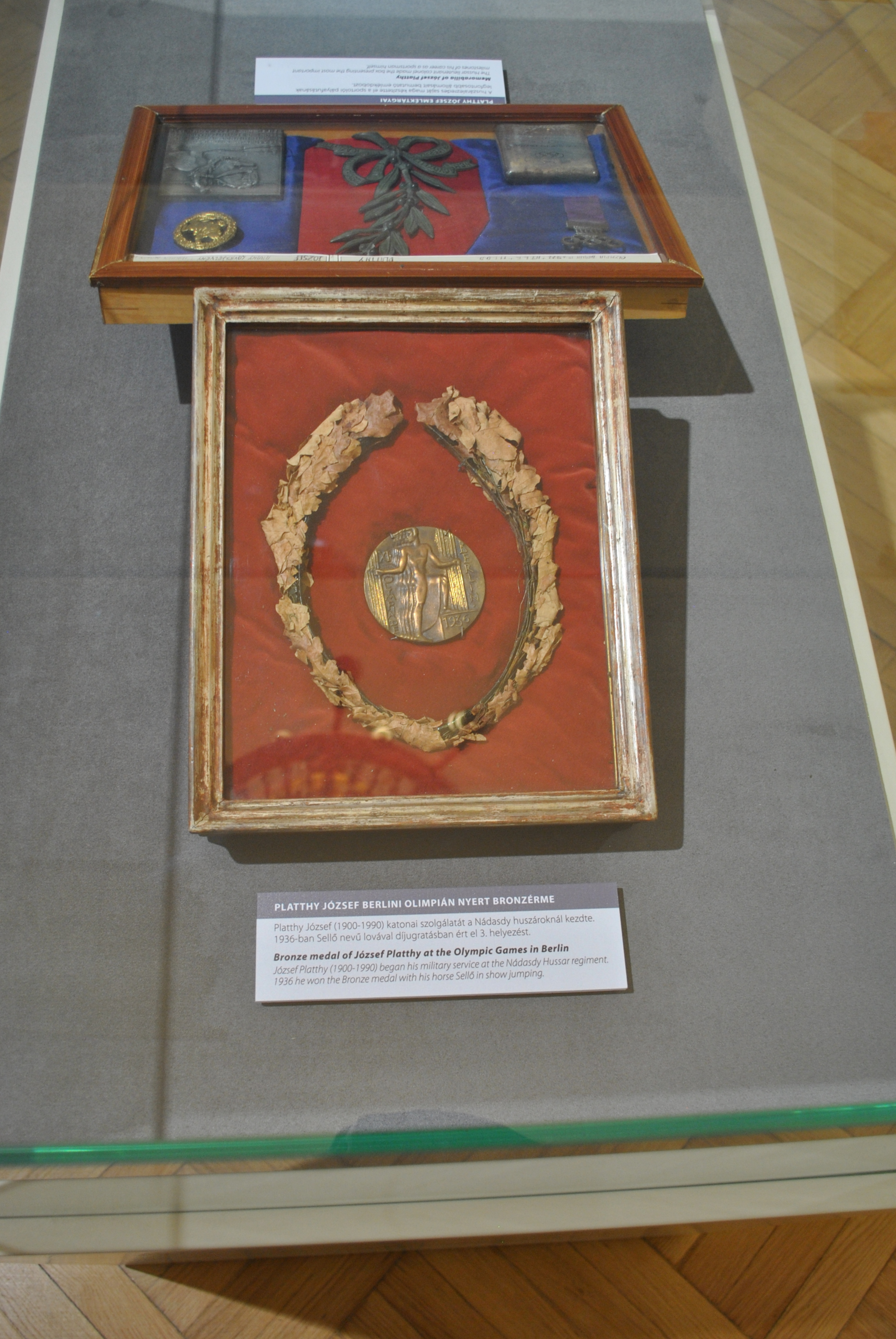
Az olimpiai bronzérme a sárvári Nádasdy Ferenc Múzeumban

- Toldi Miklós emlékérem ezüst fokozata[13]
- Lovas erényekért (1937)
- Osztrák aranylovas jelvény (1936)
- Olimpiai bajnok jelvény arany tölgylevéllel ékesítve[30]
- gróf Széchényi István Emlékérem